# 周莉 (维权人士)
周莉（1969年12月17日—），中国维权人士，也是一位通过网络进行维权活动的公民记者。因不满北京大学精神病学教授孙东东说上访户大都有精神障碍而找这位教授看病，被指控煽动访民到北大闹事，2010年5月4日被北京市崇文区人民法院以“寻衅滋事罪”判处有期徒刑一年。
2007年3月，她在北京市崇文区（今东城区）红桥地区“六号地”做了一次城市拆迁方面的法律法规咨询，致使“六号地”强制拆迁流产，引起轰动，被民间称为国内十大维权案件之一。她近年参与了多起民间维权活动。在湖北“邓玉娇案”期间，周莉和数位维权人士亲赴湖北巴东，在旅馆内遭到暴力袭击，并被当地警察强行驱赶。但周莉和维权人士顶着压力，在网络的声援下使得邓玉娇获得释放。此后2009年8月，周莉又赶赴昆明，调查了解轰动一时的“小学生卖淫案”，在回到北京的第二天就被抓捕。周莉被抓时，儿子才一岁多。因此，北京地区许多访民认为，这些才是周莉被抓和判刑的真正原因。
她自2009年8月12日深夜被警察从家中带走后一直被超期关押。周莉案件的起因是2009年3月北京大学司法精神病学教授、司法鉴定室主任孙东东通过《中国新闻周刊》采访时宣称，那些老上访户“至少99%以上精神有问题——都是偏执型精神障碍”。
2010年5月4日，原北京市崇文区人民法院以“寻衅滋事罪”判处有期徒刑一年。维权人士因不满北京大学一精神病学教授说上访户大都有精神障碍而找这位教授看病，被指控是煽动访民到北大闹事。法院认定，周莉于2009年3月31日至4月10日期间前往北大找医学教授孙东东看病，是煽动访民到北大闹事，造成北大周边秩序混乱，构成“寻衅滋事罪”。